# Diskophoros

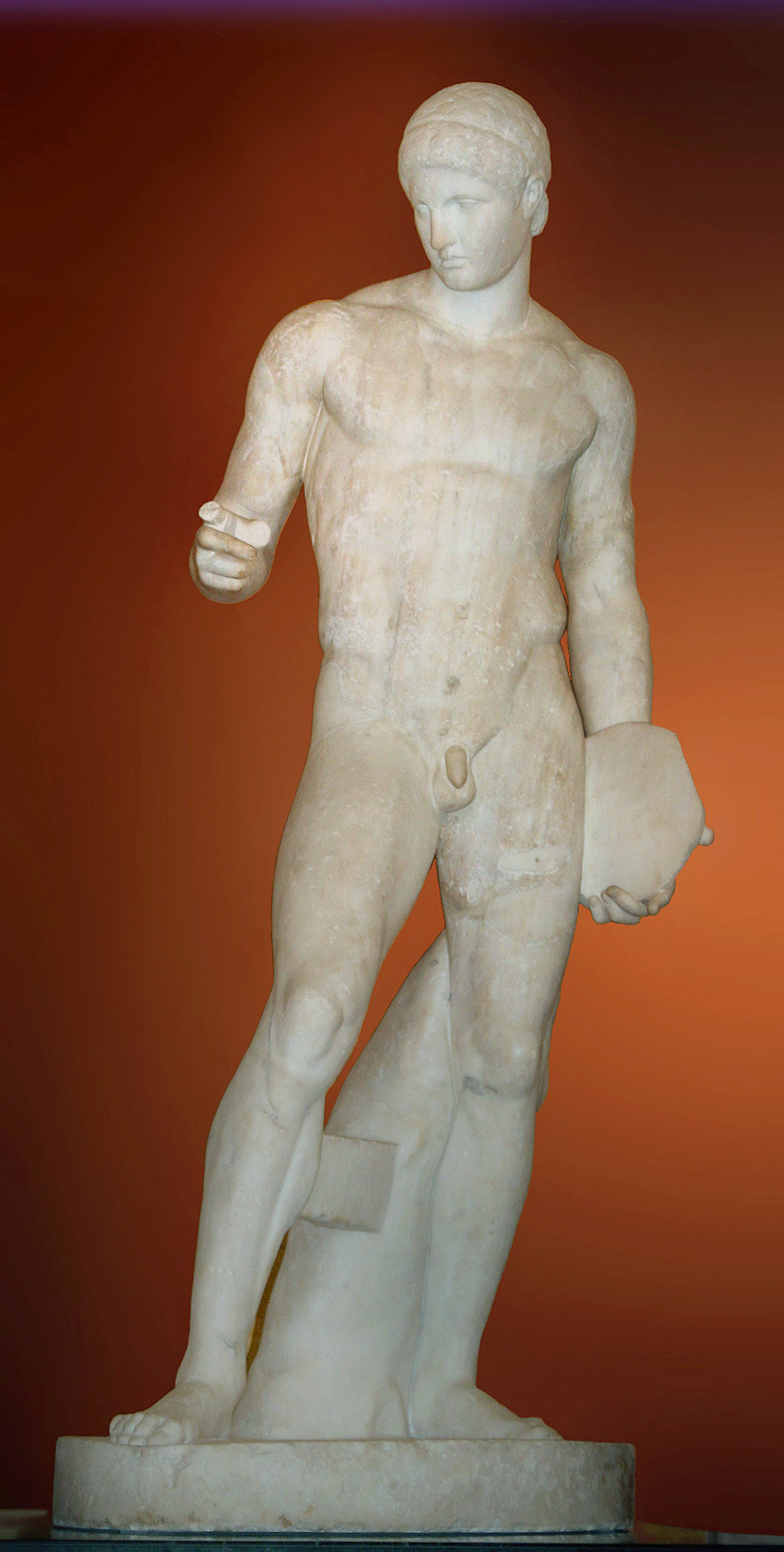
Diskophoros aus dem British Museum

Als Diskophoros („Diskusträger“) wird ein Statuentypus bezeichnet, der in mehreren Marmorkopien römischer Zeit erhalten ist und im Original auf eine Bronzestatue des Polyklet, eines Bildhauers des 5. Jahrhunderts v. Chr., zurückgeht.
Der Typus wurde in verschiedenen Variationen kopiert, die je nach Interpretation unterschiedliche Attribute hinzufügten. Manche Kopien nutzten den Körper für Hermesdarstellungen, an einer verkleinerten Version aus Ephesos sind deutliche Reste einer Lanze zu erkennen. Eine sehr zuverlässige Kopie im Museo Torlonia in Rom weist am linken Oberschenkel den Rest eines Diskos auf und gab dem Typus den nur unter Vorbehalt genutzten Wissenschaftsname Diskophoros. Sollte der Typus ursprünglich einen Athleten dargestellt haben, wäre eine spätere Umdeutung als Hermes, der ja auch Gott der Palästra war, erklärbar.
Im Gegensatz zum berühmtesten Werk Polyklets, des Doryphoros, tritt das Spielbein nicht zurück, um nur mit dem Fußballen den Boden zu berühren, vielmehr tritt der leicht nach vorn gestellte Fuß mit ganzer Sohle auf und ist dabei stark nach außen gedreht. Polyklets Werk auszeichnende Erfindung – das Stehen der Statuen „auf einem Beim“ (uno crure insistere) – ist beim Diskophoros nicht durchgeführt, obwohl bereits eine Statuenbasis des Polyklet aus Olympia, die um 460 v. Chr. zu datieren ist, das Motiv kennt.
Der Diskophoros ist daher als Frühwerk des Polyklet aufzufassen, entstanden um 460 v. Chr. oder bald danach. Aufgrund der auffälligen Fußstellung wird er versuchsweise mit dem von Plinius als Werk des Polyklet überlieferten nudus talo incessens, dem mit ganzer Sohle schreitenden nackten (Jüngling), identifiziert. Er steht mit seinen schlanken Proportionen und seinem engen, wenig raumgreifenden Stand noch in der Tradition frühklassischer Jünglingsdarstellungen, wie sie aus Skulptur und Relief bekannt sind. Doch weist die Bildung des Körpers alle Ansätze einer Ponderation und kontrapostischen Gestaltungsweise auf. So senkt sich die Hüfte zur Spielbeinseite, während die rechte Schulter sich zur Standbeinseite leicht neigt. Dem vom Körper gelösten rechten Arm mit seinem vermutlich etwas nach vorn gehaltenen Unterarm antwortet der anliegende und einfach nach unten hängende linke Arm. Das Rückgrat nimmt die aus der Ponderation bedingte Haltung auf und vermittelt in s-förmig geschwungener Furche zwischen Glutäen und Nacken. Und auch die Wendung und Neigung des Kopfes zur Standbeinseite gehört zu den Anzeichen, die Polyklets im Doryphoros verwirklichte Lösung des Kontraposts in abgeschwächter Form vorwegnehmen.
Der Oberkörper ist mit deutlichen Leistenwulsten von den Oberschenkeln abgesetzt, wie die ganze Muskulatur eher einem reifen trainierten Athleten als einem Jüngling zu gehören scheint. Sie bildet einen deutlichen Kontrast zur jünglingshaften Gestrecktheit der Proportionen. Wen die Statue darstellt, ist unbekannt. Da sie Lebensgröße nicht überschreitet, könnte sie als Siegerstatue in Auftrag gegeben worden sein. Da ältere Siegerstatuen von Diskuswerfern oder Pankratiasten in der Regel den Moment vor dem Abwurf als Motiv zeigen, hätte Polyklet auch diesbezüglich seinen eigenen Weg beschritten, indem er den Athleten im Allgemeinen zum Thema wählte und ihm ein Denkmal setzte.